# Лобіту (футбольний клуб)
Лобіту Спортш Клубе або просто СК Лобіту (порт. Lobito Sports Clube) — професіональний ангольський футбольний клуб з міста Лобіту.

## Історія клубу
Клуб було засновано 17 грудня 1941 року під номером 101 як закоронний філіал лісабонського Спортінгу. В 1946 році команда посіла друге місце в Чемпіонаті округу Бенгела з футболу, перемогу ж здобув — СК «Лужитану». 19 серпня 1950 року команда зіграла товариський матч з лісабонську Бенфіку з рахунком 3:1. СК «Лобіту» здобув перемогу в Чемпіонаті провінції Ангола в 1954 році. На початку XXI століття футбольна команда клубу ледь жевріє, хоча й клуб має власну базу, стадіон і, навіть, ресторан.

## Досягнення
- Чемпіонат провінції Ангола:
  -  Чемпіон (1): 1954

- Чемпіонат провінції Бенгела
  -  Срібний призер (1): 1946

## Відомі гравці
- Жозе Агуаш
- Павау